# ISO 7730
Die ISO-Norm 7730 wird auch Behaglichkeitsnorm genannt. Sie beschreibt die Ergonomie der thermischen Behaglichkeit. Die Norm gilt für gesunde Menschen, die sich im Innenraum mit Klimabedingungen, durch die ein Gefühl der thermischen Behaglichkeit erreicht werden soll, befinden.
Thermische Behaglichkeit (Bewertung „0“ oder „neutral“) ist „der Umstand, unter dem Zufriedenheit mit der thermischen Umgebung ausgedrückt wird.“ Es liegt ein Gleichgewicht vor zwischen der aktivitätsbedingten Wärmeproduktion des menschlichen Körpers und der gerade vorliegenden Wärmeabgabe an die Umgebung, ohne dass der Körper eigens dafür besondere Anpassungsleistungen („Thermo-Stress“) erbringen müsste. Die ursprünglich von Ole Fanger eingeführte Bewertungsskala für die Bewertung der thermischen Behaglichkeit lautet:
| Bewertung | Englisch      | Deutsch    |
| --------- | ------------- | ---------- |
| +3        | hot           | heiß       |
| +2        | warm          | warm       |
| +1        | slightly warm | etwas warm |
| +0        | neutral       | neutral    |
| −1        | slightly cool | etwas kühl |
| −2        | cool          | kühl       |
| −3        | cold          | kalt       |

Es ergibt sich, dass die Variablen des thermischen Feldes in der Wichtigkeit ihrer Bedeutung die Strahlungstemperatur θrmt, die Lufttemperatur θa, die relative Luftgeschwindigkeit vrel und die Luftfeuchtigkeit pa (Wasserdampfpartialdruck) sind. Der Einfluss der Feuchtigkeit ist bei normalen Wohnraum-Bedingungen sehr gering und die Luftgeschwindigkeit muss nach neueren Erkenntnissen ohnehin vernachlässigbar klein gehalten (v < 0.08 m/s) werden. Vor diesem Hintergrund ist der Temperatureinfluss entscheidend. Solange sich Luft- und Strahlungstemperatur nicht wesentlich unterscheiden (was sie im Interesse der Behaglichkeitsnebenbedingungen nicht tun sollten), kann man beide Temperaturen zu einer „empfundenen“ oder „operativen Temperatur“ θop
θop = ( θa + θrmt )/2
kombinieren und die Anforderungen als Anforderungen an ebendiese operative Temperatur formulieren.
Für Räume, die für den dauernden Aufenthalt von verschiedenen Personen bestimmt sind, lassen sich die Anforderungen für einen gehobenen Komfort (entspr. PPD < 6 %, PPD: Predicted Percentage of Dissatisfied) formulieren:
Schwankungen der operativen Temperatur in Raum und Zeit:
Δθop = ±0.8 K (max.)
Begrenzung des Zugluftrisikos auf DR < 8 %:
vrel < 0.08 m/s
Strahlungstemperatur-Asymmetrie (Decke/Boden):
Δθr_ass < 5 K
Vertikaler Lufttemperaturunterschied zwischen Kopf und Fußknöchel bei einer sitzenden Person
Δθ 1.1_0.1m < 2 K
Auch das Gesamtmaß noch erlaubter Änderungen der operativen Temperatur mit der Zeit wird begrenzt.
Eine weitere Anforderung bezieht sich auf die sommerliche Behaglichkeit in klimatisierten Räumen; sie soll sicherstellen, dass die Schwülegrenze nicht überschritten wird: Systeme, die bestimmungsgemäß die Feuchtigkeit regulieren sollen, sollten in der Lage sein, einen Wasserdampfpartialdruck unter 1910 Pa (= 19,1 hPa) entsprechend einer Taupunkttemperatur von 16,8 °C zu halten.